# 砷酸钬
砷酸钬是钬的砷酸盐，化学式为HoAsO4。它有着很好的热稳定性，其pKsp,c为23.87±0.08。

## 制备
砷酸钬可由砷酸钠（Na3AsO4）和氯化钬（HoCl3）在溶液中反应制得：
Na3AsO4 + HoCl3 → 3 NaCl + HoAsO4↓